# Sprawiedliwość (komiks)
Sprawiedliwość (ang. Justice) – amerykańska 12-częściowa seria komiksowa autorstwa Alexa Rossa (scenariusz), Jima Kruegera (scenariusz i rysunki) i Douga Braithwaite’a (rysunki), opublikowana w formie dwumiesięcznika przez DC Comics między sierpniem 2005 a czerwcem 2007 roku. Polskie tłumaczenie serii ukazało w jednotomowym wydaniu zbiorczym nakładem Mucha Comics w 2015 roku.

## Fabuła
Członkowie Amerykańskiej Ligi Sprawiedliwości, składającej się z najważniejszych superbohaterów uniwersum DC, są zaskoczeni, gdy ich najwięksi wrogowie nagle zaczęli masowo popełniać dobre uczynki. Jednak złoczyńcy mają ukryty plan. Czoło przestępcom stawiają: Superman, Batman, Wonder Woman, Green Lantern, Flash, Aquaman, Marsjański Łowca Ludzi, Hawkman, Atom, Green Arrow. Liga Sprawiedliwości jest ostatnią nadzieją na ocalenie świata przed mającym się wkrótce rozpętać chaosem. Nie będzie to łatwe zadanie, ponieważ kolejni członkowie Ligi są po kolei unieszkodliwiani przez złoczyńców.